# Biatorbágy (nádraží)
Biatorbágy je železniční stanice v naďarském městě Biatorbágy, které se nachází v župě Pešť. Stanice byla otevřena v roce 1884, kdy byla zprovozněna trať mezi Budapeští a městem Komárom.

## Provozní informace
Stanice má celkem 2 nástupiště a 4 nástupní hrany. Ve stanici je možnost zakoupení si jízdenky. Trať procházející stanicí je elektrizovaná střídavým proudem 25 kV, 50 Hz. Provozuje ji společnost MÁV.

## Doprava
Zastavují zde pouze osobní vlaky, které jezdí do Budapešti, Győru a Oroszlány. Projíždějí tudy mezinárodní vlaky EuroCity a railjet.

## Tratě
Stanicí prochází tato trať:
- Budapešť–Hegyeshalom–Rajka (MÁV 1)